# Acrojana salmonea
Acrojana salmonea är en fjärilsart som beskrevs av Rothschild 1932. Acrojana salmonea ingår i släktet Acrojana och familjen Eupterotidae. Inga underarter finns listade i Catalogue of Life.